# Bridgman, Australien
Bridgman är en ort i Australien. Den ligger i kommunen Singleton och delstaten New South Wales, i den sydöstra delen av landet, omkring 160 kilometer norr om delstatshuvudstaden Sydney. Orten hade 200 invånare år 2016.
Närmaste större samhälle är Singleton, omkring 13 kilometer söder om Bridgman.
I omgivningarna runt Bridgman växer huvudsakligen savannskog. Runt Bridgman är det mycket glesbefolkat, med 4 invånare per kvadratkilometer. Genomsnittlig årsnederbörd är 1 149 millimeter. Den regnigaste månaden är februari, med i genomsnitt 197 mm nederbörd, och den torraste är juli, med 41 mm nederbörd.